# Густопече
Густопече (чеш. Hustopeče, нем. Auspitz) – город в  Бржецлавском районе  Южно-Моравского края  Чешской Республики.
Расположен примерно в 25 км к северо-западу от Бржецлава и в 28 км к югу от Брно . Северная часть территории города находится в южных предгорьях Жданицкого лесного массива, а южная часть - в низменности долины Нижней Моравы. Город находится в самой тёплой части страны. Известен выращиванием фруктов и винограда.
Близ города проходит Автомагистраль D2 (Чехия) соединяющая Брно с Братиславой.
Площадь – 24,53 кв. км. Высота 215 м.

## История
Впервые упоминается в 1247 году. В 13 веке местность заселили немецкие поселенцы, которые принесли сюда виноградарство . Немецкое название Auspitz впервые было задокументировано в 1279 году. 

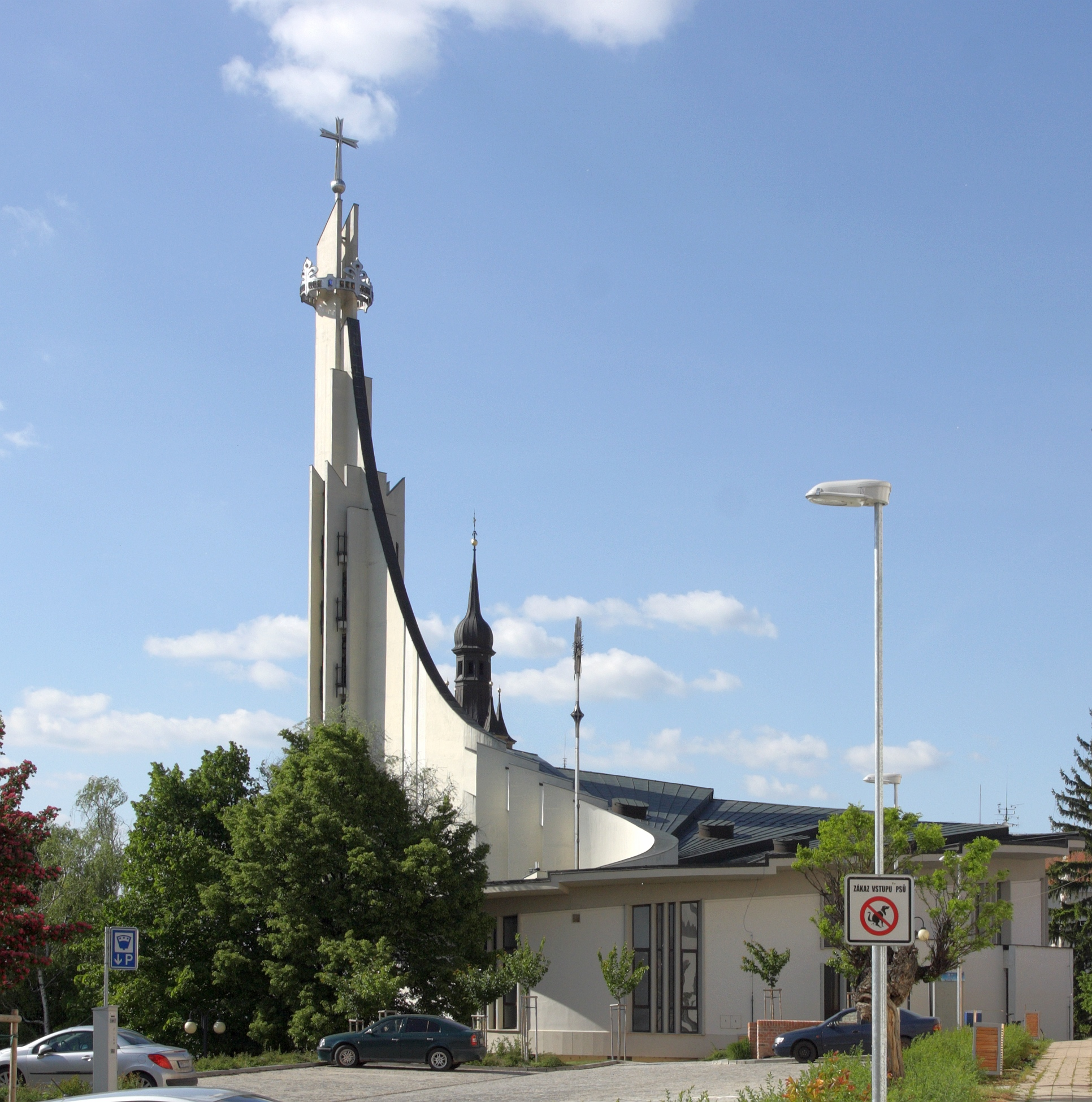
Костёл св. Вацлава

С начала 14 века до 1599 года Густопече принадлежало  аббатству в Брно  . Выгодное расположение на границе трёх государств сделало его важным экономическим центром с рынками. В 1572 году император Максимилиан II предоставил Густопече статус города. С 1599 по 1848 год Густопече принадлежало  Дому Лихтенштейнов .

## Население
| Год  | Численность | Численность |
| ---- | ----------- | ----------- |
| 1869 | 3106        | [ 9 ]       |
| 1880 | 3302        | [ 9 ]       |
| 1890 | 3654        | [ 9 ]       |
| 1900 | 3603        | [ 9 ]       |
| 1910 | 3473        | [ 9 ]       |
| 1921 | 3494        | [ 9 ]       |
| 1930 | 3719        | [ 9 ]       |
| 1950 | 2652        | [ 9 ]       |
| 1961 | 3174        | [ 9 ]       |
| 1970 | 3804        | [ 9 ]       |
| 1980 | 5251        | [ 9 ]       |
| 1991 | 5868        | [ 9 ]       |
| 2001 | 5881        | [ 9 ]       |
| 2014 | 5862        | [ 10 ]      |
| 2016 | 5880        | [ 11 ]      |
| 2017 | 5886        | [ 12 ]      |
| 2018 | 5928        | [ 13 ]      |
| 2019 | 5964        | [ 14 ]      |
| 2020 | 5975        | [ 15 ]      |
| 2021 | 5974        | [ 16 ]      |
| 2022 | 5998        | [ 17 ]      |
| 2023 | 6248        | [ 18 ]      |
| 2024 | 6398        | [ 7 ]       |

По состоянию на конец 2022 года население составляло 6248 человек. Плотность – 250 чел/кв.км.

## Известные уроженцы
- Шурал, Йосеф (1990–2019) – чешский футболист, игрок сборной Чехии.